# مد هانسون
مُد هانسون (سوئدی: Maud Hansson؛ ‏ ۵ دسامبر ۱۹۳۷ – ۱ اکتبر ۲۰۲۰) بازیگر اهل سوئد بود که مابین سال‌های ۱۹۵۶ تا ۱۹۹۱ میلادی، در ۲۰ فیلم و از جمله، دو فیلم مشهور به کارگردانی اینگمار برگمان بازی کرد.
از فیلم‌ها یا سریال‌های تلویزیونی که وی در آن نقش داشته‌است، می‌توان به  مهر هفتم، توت‌فرنگی‌های وحشی، به خودت بیا، عزیزم! و امیل و خوک اشاره کرد.